# SN 2009jp
SN 2009jp – supernowa typu Ia odkryta 9 października 2009 roku w galaktyce A231742+1357. W momencie odkrycia miała maksymalną jasność 17,60m.